# Khalīlābād (kommunhuvudort)
Khalīlābād (persiska: خلیل‌آباد) är en kommunhuvudort i Iran.   Den ligger i provinsen Khorasan, i den nordöstra delen av landet, 600 km öster om huvudstaden Teheran. Khalīlābād ligger 997 meter över havet och antalet invånare är 8 409.
Terrängen runt Khalīlābād är platt söderut, men norrut är den kuperad. Terrängen runt Khalīlābād sluttar söderut.Runt Khalīlābād är det glesbefolkat, med 19 invånare per kvadratkilometer. Närmaste större samhälle är Kāshmar, 16,4 km öster om Khalīlābād. Omgivningarna runt Khalīlābād är i huvudsak ett öppet busklandskap.